# Busan Sajik Baseball Stadium
O Busan Sajik Baseball Stadium é um estádio de beisebol localizado em Busan, na Coreia do Sul, foi inaugurado em 1985, tem capacidade para 26.800 espectadores, é a casa do time Lotte Giants da KBO League.